# CNS & Neurological Disorders – Drug Targets
CNS & Neurological Disorders – Drug Targets, abgekürzt CNS Neurol. Disord. – Drug Targets, ist eine wissenschaftliche Fachzeitschrift, die vom Bentham Science-Verlag veröffentlicht wird. Die Zeitschrift erscheint derzeit mit zehn Ausgaben im Jahr. Sie wurde im Jahr 2002 mit dem Namen Current Drug Targets – CNS & Neurological Disorders gegründet. Im Jahr 2006 erfolgte die Umbenennung in den derzeit gültigen Namen. Es werden Übersichtsarbeiten veröffentlicht, die sich mit der Beeinflussung von neurologischen und zentralnervösen Störungen beschäftigen.
Der Impact Factor lag im Jahr 2020 bei 4,388.